# Сморгонь (станция)
Сморго́нь (белор. Смарго́нь) — железнодорожная станция в городе Сморгонь. Расположена на линии Молодечно — Гудогай. Находится на юго-западной окраине города Сморгонь. От станции отправляются городские автобусы и экспрессы, а также пригородные маршрутные такси Сморгонь-Минск.
К северу от железнодорожной станции располагается автовокзал.
Со станции на электропоезде за 5 минут можно добраться до городского микрорайона Восточный, расположенного в юго-восточной части города, высадившись на остановочном пункте Молодёжный.

## Дальнее следование по станции
| № поезда | Маршрут движения              | № поезда | Маршрут движения              |
| -------- | ----------------------------- | -------- | ----------------------------- |
| 005      | Москва — Вильнюс              | 006      | Вильнюс — Москва              |
| 029      | Москва — Калининград          |          |                               |
| 079      | Санкт-Петербург — Калининград | 080      | Калининград — Санкт-Петербург |
| 147      | Москва — Калининград          | 148      | Калининград — Москва          |
| 359      | Адлер — Калининград           | 360      | Калининград — Адлер           |
| 425      | Челябинск — Калининград       | 426      |                               |
| 801      | Минск — Вильнюс               | 802      | Вильнюс — Минск               |
| 803      | Минск — Вильнюс               |          |                               |
|          |                               | 808      | Вильнюс — Минск               |

Звёздочкой отмечены поезда, курсирующие только в летний период.

## Галерея

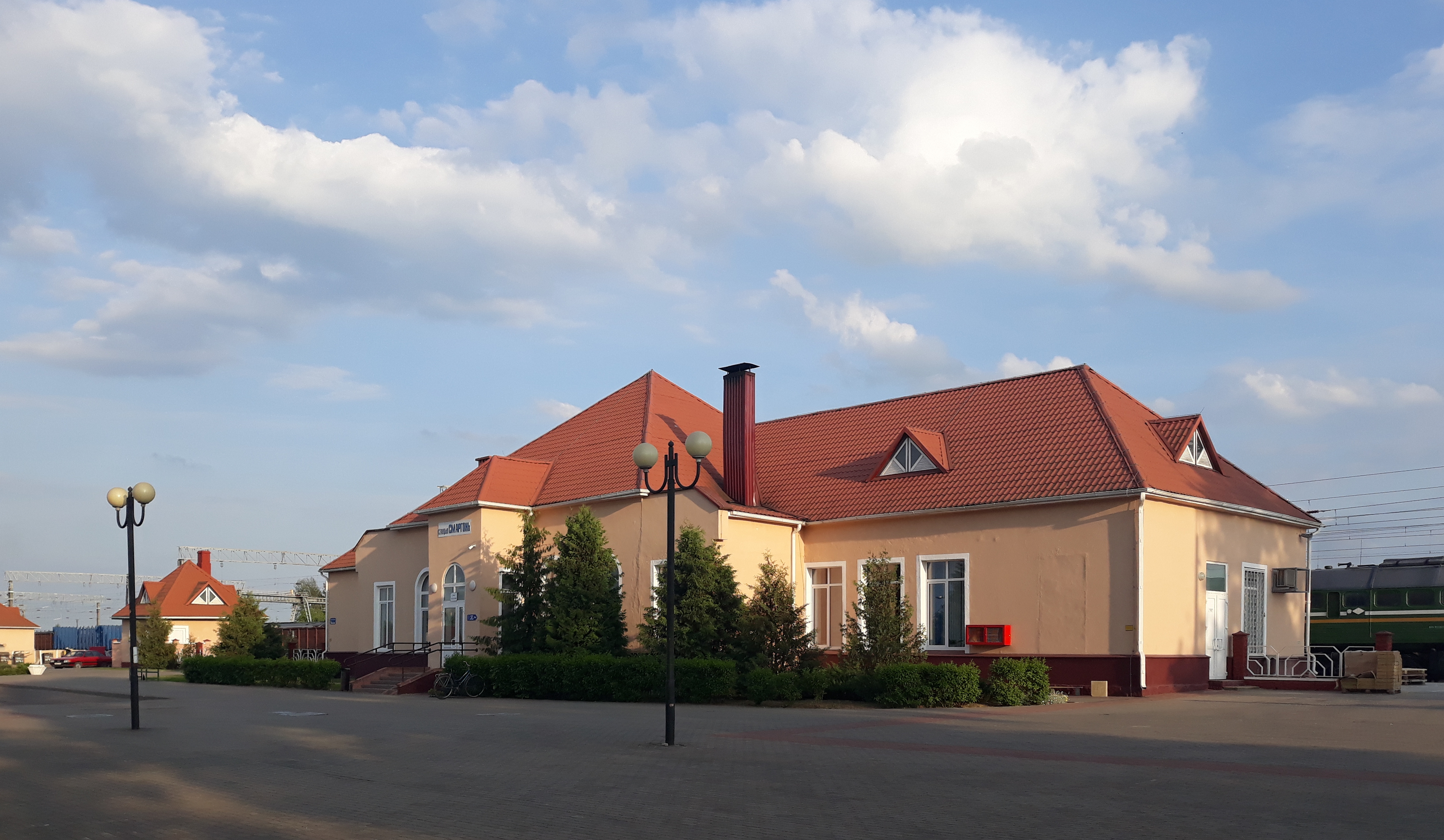
Здание вокзала со стороны города. Фотография 2019 г.
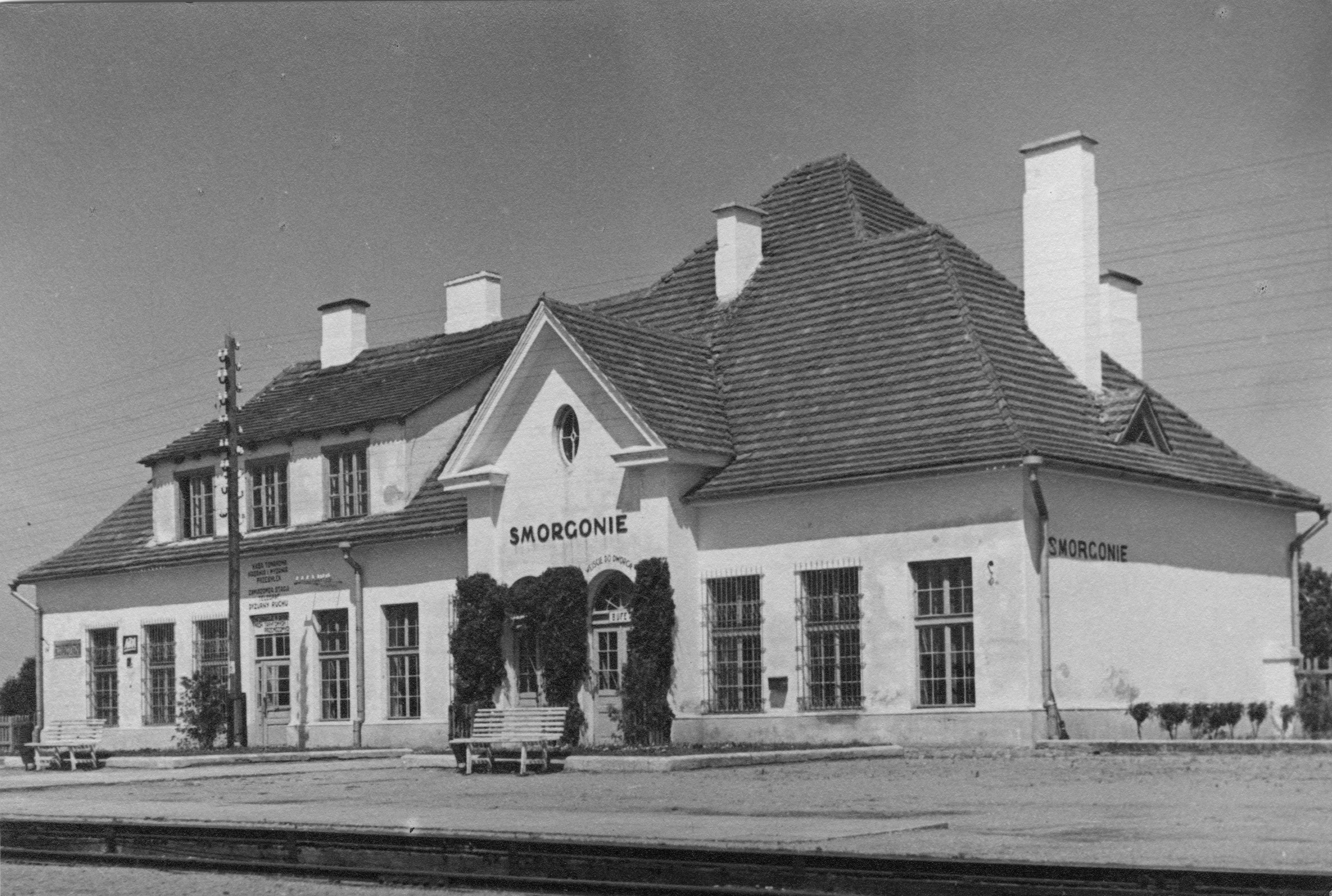
Здание вокзала в 1921—1939 гг.
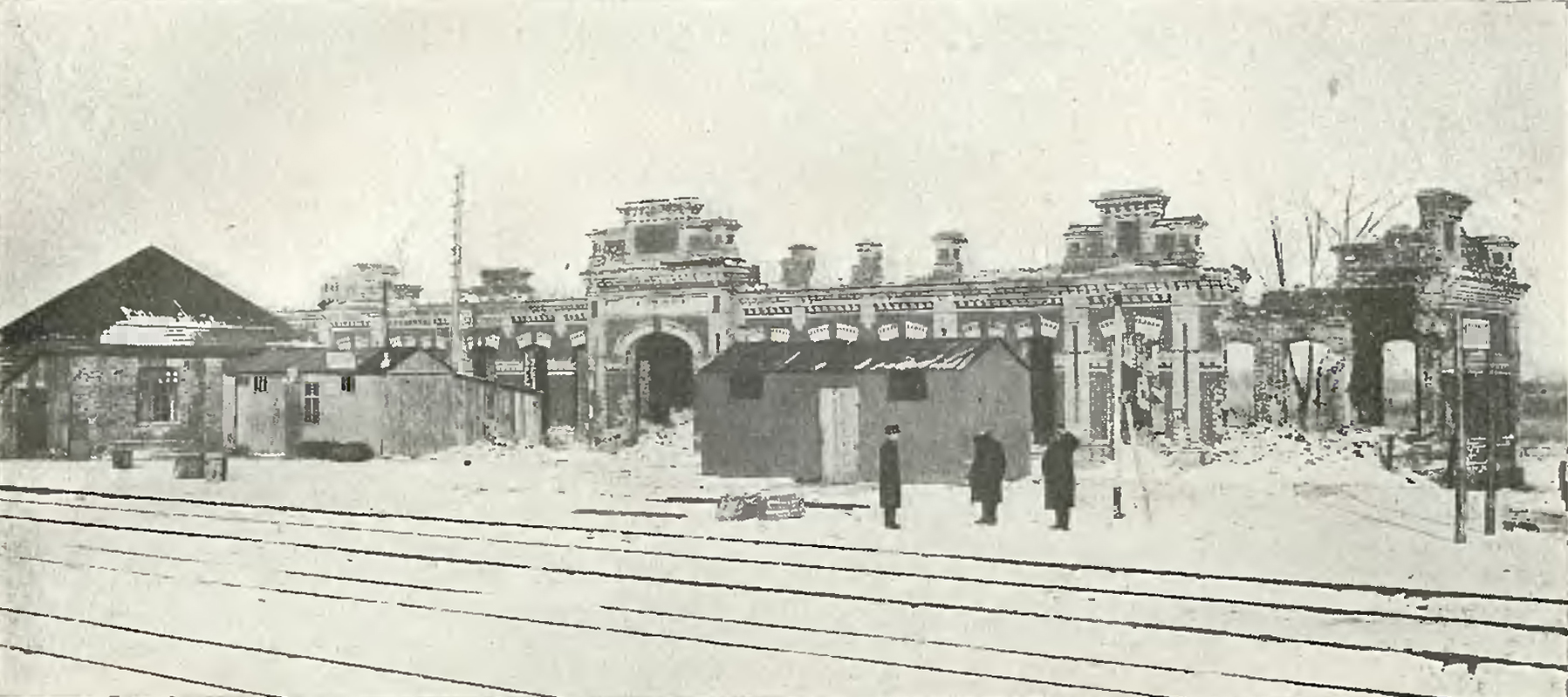
Здание вокзала в 1918 г.
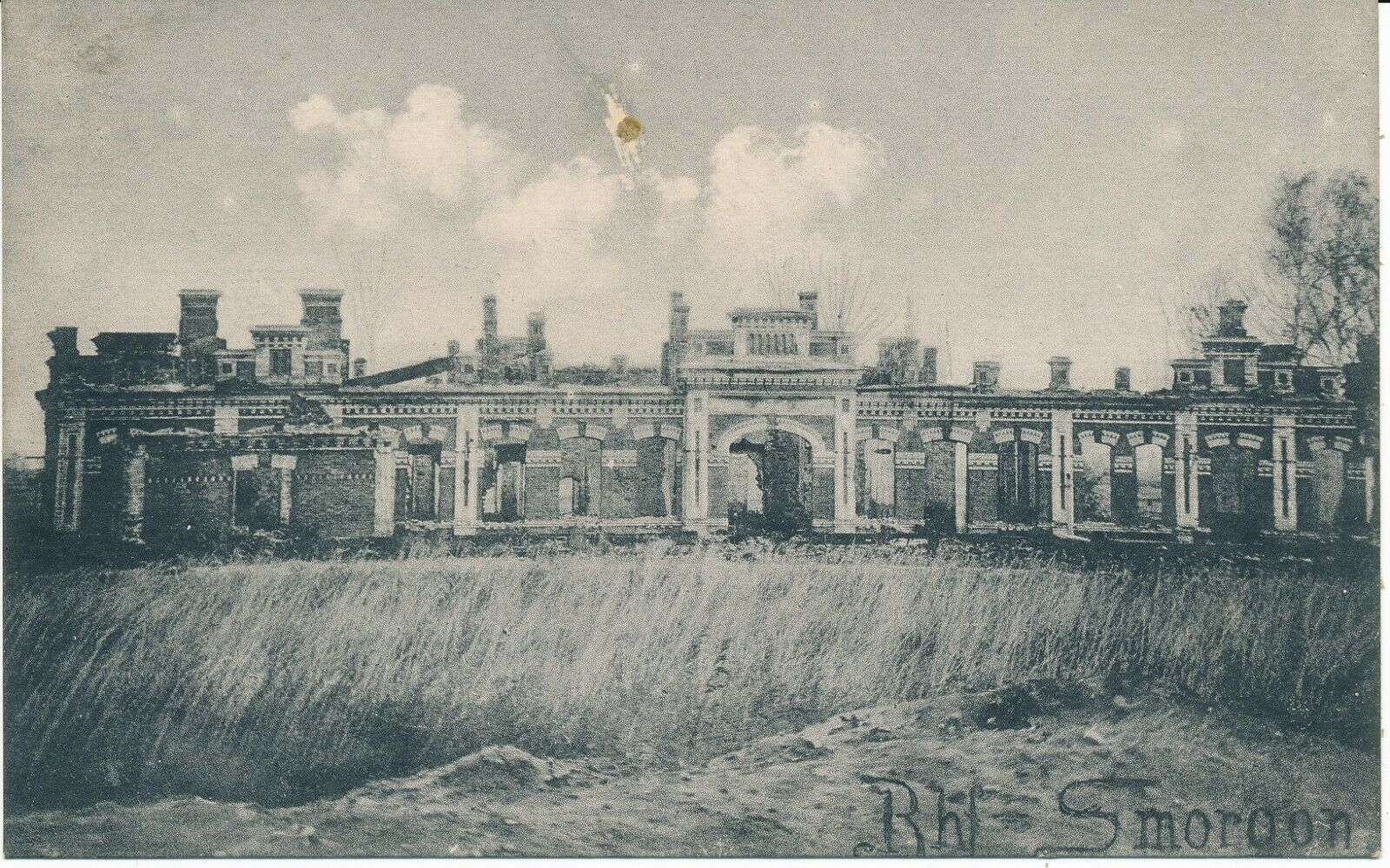
Здание вокзала в 1916 г.